# Teatri di Bologna

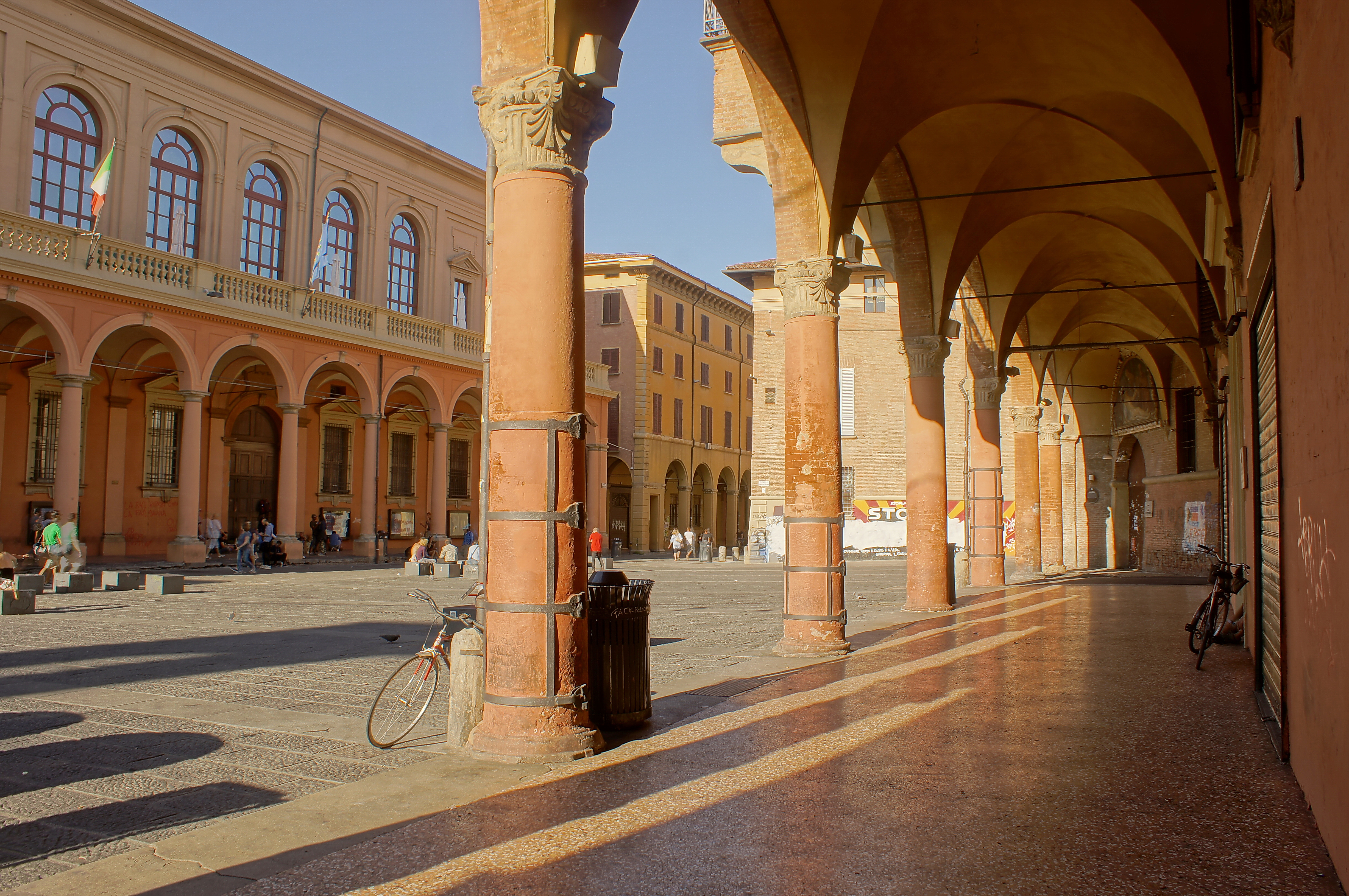
Piazza Giuseppe Verdi, sulla sinistra il Teatro Comunale

A Bologna sono presenti oltre quaranta teatri.

## Storia
Il primo teatro moderno di Bologna fu installato nel 1581 presso il Salone del Podestà del palazzo omonimo.

## Teatri
Auditorium Manzoni

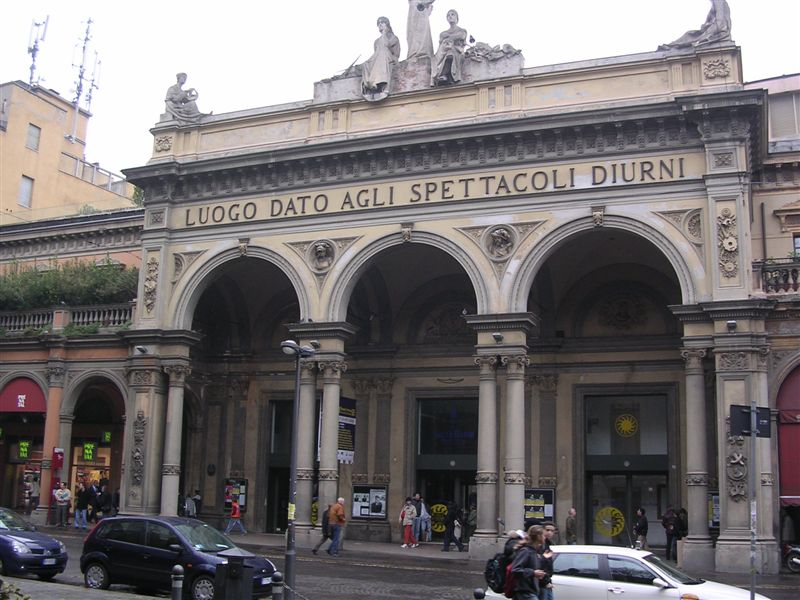
L'Arena del Sole in via Indipendenza

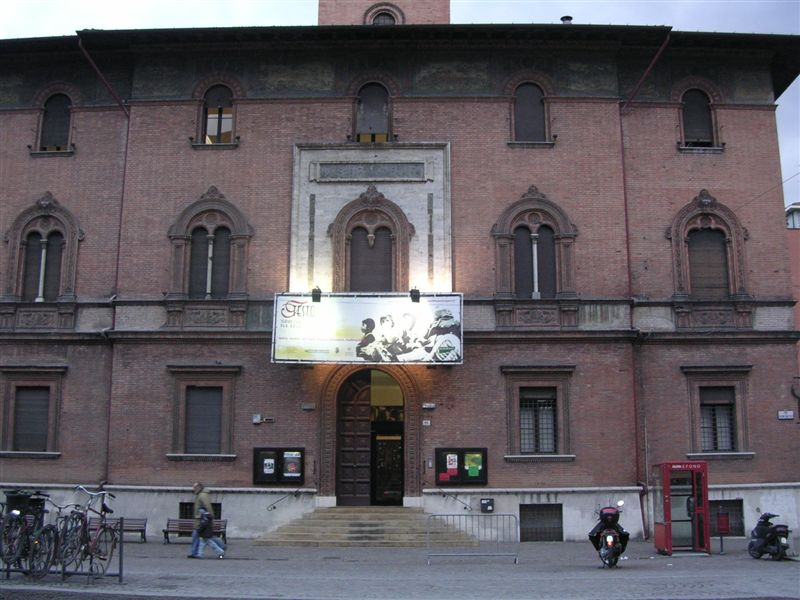
Il Teatro Testoni nel quartiere Bolognina

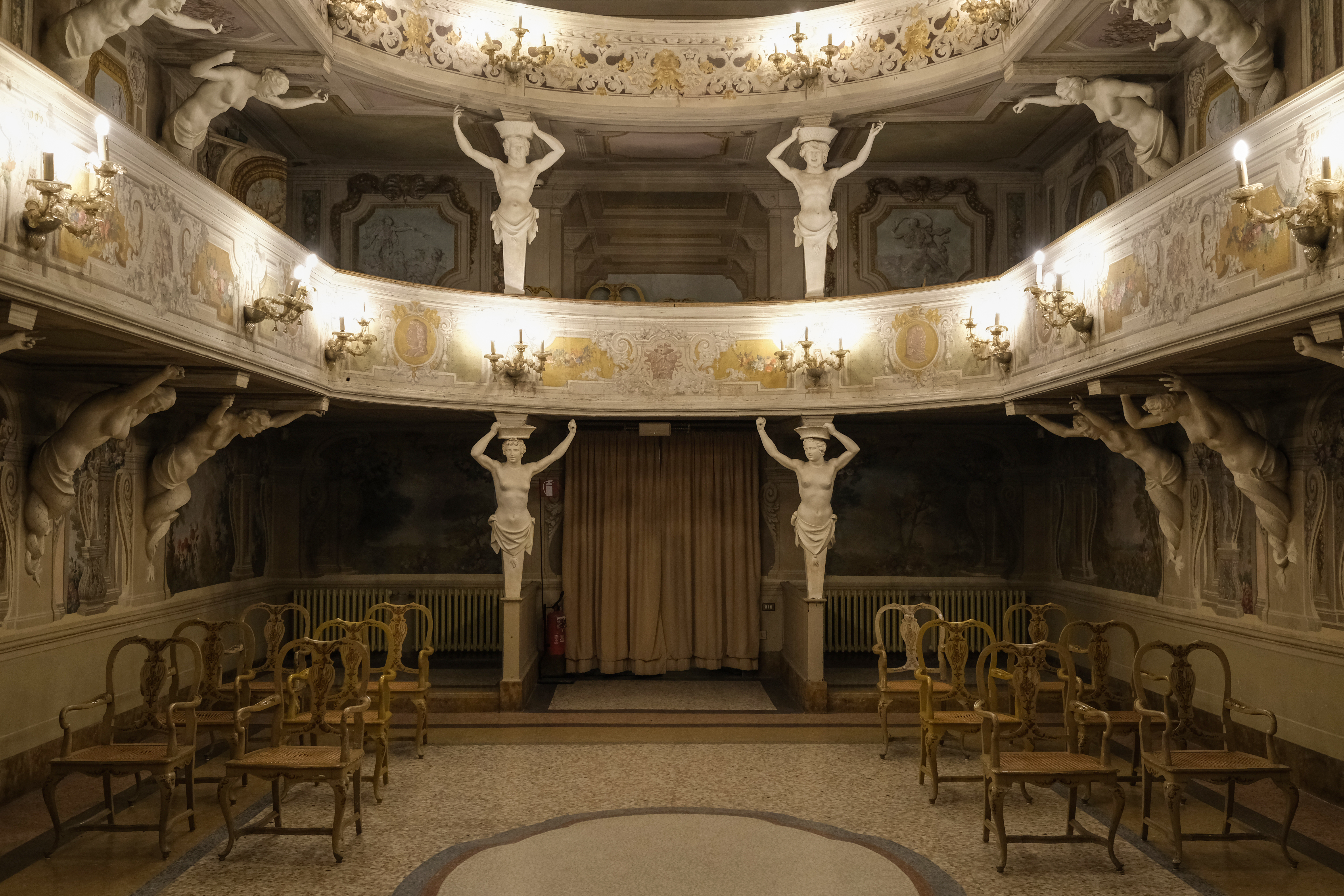
Il teatrino di Villa Aldrovandi Mazzacorati

Auditorium dedicato alla musica classica, utilizzato principalmente dalla Filarmonica del Teatro Comunale di Bologna per la propria stagione concertistica.
Arena del Sole
Teatro stabile della città, dotato di tre sale e un cortile, gestito da Emilia Romagna Teatro (ERT).
Teatro Alemanni
Tempio della commedia dialettale bolognese.
Teatro Antoniano
Teatro dedicato agli spettacoli per bambini e ragazzi.
Teatro Celebrazioni
Teatro dedicato agli spettacoli comici e alla danza contemporanea.
Teatro Comunale
Costruito nel 1763 come teatro pubblico, ospita i propri spettacoli musicali di opera lirica e di musica sinfonica.
Teatro Dehon
Teatro stabile di produzione, che offre diversi cartelloni popolari.
Teatro Testoni Ragazzi
Teatro dedicato agli spettacoli per bambini e ragazzi.

### Altri teatri
- Teatro Alessandro Guardassoni
- Teatro Duse
- Teatro Europauditorium
- Teatro Medica Palace
- Teatro delle Moline
- Teatro del Navile
- Teatro Polivalente Occupato (TPO)
- Teatro Ridotto
- Teatro San Leonardo
- Teatro San Martino
- Teatro San Salvatore
- Teatri di Vita

Piccoli teatrini sono presenti inoltre nel Complesso del Baraccano e nella Villa Aldrovandi Mazzacorati.

### Teatri chiusi o dismessi
- Teatro Contavalli
- Teatro del Corso
- Teatro Zagnoni o teatro Formagliari Zagnoni[3]